# La Guàrdia dels Prats
La Guàrdia dels Prats és un nucli de població del municipi de Montblanc, a la Conca de Barberà, que antigament havia estat municipi.

## Història
Durant la conquesta de la Catalunya Nova va aparèixer una petita guarnició en un turonet prop del castell templer de Barberà. Aquest campament de soldats enmig dels camps de la Conca de Barberà fou l'inici de la història de la Guàrdia dels Prats.
Es té constància escrita de la seva existència com a nucli habitat permanent el 25 de març de 1054, en un document del Comte Ramon Berenguer I i Almodis de la Marca. En l'últim terç del segle xi s'anomenava la Guàrdia d'Eremir, sota el domini senyorial de la casa dels Cervera. L'any 1238 passà a mans de Guerau de Vallclara i amb la seva mort la seva esposa la lliurà al monestir de Santes Creus, al qual restà unit fins a l'extinció de les senyories l'any 1835.
L'any 1185 es va consagrar l'església romànica dedicada a Sant Jaume. Després canviaria la fesomia i la refarien amb estructura gòtica i ornamentació barroca.
El Santuari de la Mare de Déu dels Prats data del 1240 i s'esmenta ja a les butlles mercedàries del 1245.
Durant la guerra entre la Generalitat i Joan II el castell de La Guàrdia presentà una aferrissada resistència. Ocupat aquest per les tropes del monarca (1646) fou aterrat i enrunat com a represàlia. El poble tornà a sofrir les conseqüències bèl·liques durant la revolta dels Segadors al segle xvii i, sobretot, en la de Successió de principis del xviii, quan el destacament de José Armendáriz va cremar la població.
El cens d'habitants del 1718 donava 341 habitants amb un creixement demogràfic que es va veure truncat per la Guerra del Francès (1808-1814). El 1879 el municipi de La Guàrdia deixava d'existir, i el poble passà a convertir-se en agregat de la vila de Montblanc.

## Sant Pere Ermengol
Fou en aquesta població on nasqué el mercedari sant Pere Ermengol. D'origen noble, fou bandoler, sacerdot, sofrí martiri, i finalment passà els darrers anys de la seva vida en el santuari de la M. D. dels Prats, morí l'any 1304.
Tot el poble té gran devoció per la figura del seu fill més il·lustre.

## La Guàrdia en l'actualitat
És una població tranquil·la i agradable situada a dos quilòmetres de Montblanc, en la planura al bell mig de la Conca de Barberà (altitud 361m), amb una població actual de 150 persones. A l'estiu aquest nombre queda àmpliament superat per persones que hi tenen la segona residència i/o antics habitants del poble. Al terme enllacen la C-14 (Salou-Andorra) amb la C-241 (Montblanc-Santa Coloma de Queralt).
Els conreus principals són el gra, la vinya, l'olivera i els ametllers. La terra és fèrtil i està traspassada pel riu Anguera i les rases de la Romiguera i de la Guàrdia.
L'Associació Cultural de La Guàrdia dels Prats i la Societat de Caçadors La Guàrdia són les entitats més representatives del poble.

### Festes populars més importants
- 6 de gener: Arribada dels Reis Mags d'Orient i repartiment de regals a tota la població.
- Últim diumenge d'abril: Missa a l'ermita de Santa Maria dels Prats i celebració de la festa de Sant Pere Ermengol.
- Penúltim cap de setmana d'agost: Festa Major.